# Liste der Baudenkmale in Eimke
In der Liste der Baudenkmale in Eimke sind alle Baudenkmale der niedersächsischen Gemeinde Eimke aufgelistet. Die Quelle der IDs und der Beschreibungen ist der Denkmalatlas Niedersachsen. Der Stand der Liste ist der 15. Juli 2021.

## Allgemein
In den Spalten befinden sich folgende Informationen:
- Lage: die Adresse des Baudenkmales und die geographischen Koordinaten. Kartenansicht, um Koordinaten zu setzen. In der Kartenansicht sind Baudenkmale ohne Koordinaten mit einem roten Marker dargestellt und können in der Karte gesetzt werden. Baudenkmale ohne Bild sind mit einem blauen Marker gekennzeichnet, Baudenkmale mit Bild mit einem grünen Marker.
- Bezeichnung: Bezeichnung des Baudenkmales
- Beschreibung: die Beschreibung des Baudenkmales. Unter § 3 Abs. 2 NDSchG werden Einzeldenkmale und unter § 3 Abs. 3 NDSchG Gruppen baulicher Anlagen und deren Bestandteile ausgewiesen.
- ID: die Objekt-ID des Baudenkmales
- Bild: ein Bild des Baudenkmales, ggf. zusätzlich mit einem Link zu weiteren Fotos des Baudenkmals im Medienarchiv Wikimedia Commons. Wenn man auf das Kamerasymbol klickt, können Fotos zu Baudenkmalen aus dieser Liste hochgeladen werden:

## Eimke

### Gruppe: Gutsanlage Mühlenstraße 12
Die Gruppe „Gutsanlage Mühlenstraße 12“ hat die ID 31079791.

| Lage                                          | Bezeichnung              | Beschreibung | ID       | Bild |
| --------------------------------------------- | ------------------------ | --- | -------- | ---- |
| Mühlenstraße 12 52° 57′ 44″ N, 10° 19′ 8″ O   | Herrenhaus               | Eingeschossiger verbretterter Fachwerkbau auf hohem verputzten Kellersockel unter Krüppelwalmdach in Ziegelpfannendeckung mit je einer Walmdachgaube in beiden Dachflächen. Symmetrische Fassadengestaltung mit geschwungener Freitreppe mittig an der südlichen Traufseite. Hölzerne Veranda an der Nordseite. Im Kern Anfang 19. Jahrhundert, Umbau um 1900. | 31103963 | BW   |
| Mühlenstraße 12a 52° 57′ 43″ N, 10° 19′ 8″ O  | Wohn-/Wirtschaftsgebäude | Eingeschossiges Gebäude auf L-förmigem Grundriss südlich des Herrenhauses, bestehend aus Wohn- und Wirtschafts- bzw. Werkstatt-Teil. Wirtschaftsteil giebelständig zum Hof und Herrenhaus, massiv in Sichtbackstein unter Halbwalmdach in Ziegelpfannendeckung, Giebeltrapez leicht vorkragend in Fachwerk. Wohnteil rechtwinklig dazu, traufständig zum Hof, in Fachwerk mit Backsteinausfachung unter Halbwalmdach in Ziegelpfannendeckung.                       | 31104219 | BW   |
| Mühlenstraße 12 52° 57′ 44″ N, 10° 19′ 12″ O  | Wassermühle              | Dreigeschossiges Mühlengebäude mit nördlich anschließendem zweigeschossigen Wohnteil. Oberes Geschoss jeweils in Fachwerk mit Backsteinausfachung, darunter massiv in Sichtbackstein. Mühlenteil auf annähernd quadratischem Grundriss unter flachgeneigtem Satteldach in Bitumenpappdeckung. Ladeluken über der Eingangstür am Westgiebel. Wohnteil unter Satteldach, Fachwerkoberstock leicht vorkragend. Mittige Eingangstür in symmetrischer Westfassade. 1904. | 31103981 | BW   |
| Mühlenstraße 12b 52° 57′ 43″ N, 10° 19′ 10″ O | Mühlenteich              | Zum Mühlenteich aufgestauter Teil des Flusses Gerdau, begrenzt den bebauten Teil des Gutshofgeländes nach Süden | 31103999 | BW   |

### Einzeldenkmal in Eimke
| Lage                                        | Bezeichnung              | Beschreibung | ID       | Bild           |
| ------------------------------------------- | ------------------------ | --- | -------- | -------------- |
| Dorfstraße 52° 57′ 58″ N, 10° 18′ 53″ O     | Kirche mit Kirchhof      | Die St.-Marien-Kirche wurde im 15. Jahrhundert erbaut, im 19. Jahrhundert wurde an der Südseite der Kirche die Mauer mit Backsteinen verstärkt. Der niedrige Westturm wurde im 18. Jahrhundert errichtet. Im Inneren befindet sich ein Reliquienaltar aus dem 14. Jahrhundert. Auf dem Kirchhof befinden sich mehrere gusseisernen Grabkreuze aus dem 19. Jahrhundert. | 31103909 | Weitere Bilder |
| Dorfstraße 52° 57′ 59″ N, 10° 18′ 51″ O     | Kirchhof                 | Kirchhof auf annähernd rechteckiger Parzelle, heute ohne Friedhofsnutzung. Leicht erhöht gelegen, umgrenzt von Stützmauer aus teils behauenen Feldsteinen. Rasenfläche und teils sehr alter Baumbestand, ca. 1000-jährige Eiche südwestlich der Kirche. Im Nordteil Gräberfeld mit eisernen Grabkreuzen aus dem 19. Jahrhundert.                                       | 31104202 | BW             |
| Dorfstraße 9 52° 57′ 49″ N, 10° 18′ 49″ O   | Wohn-/Wirtschaftsgebäude | Eingeschossiger freistehender Sichtbacksteinbau im Hallenhaustypus unter ziegelgedecktem Halbwalmdach. Dreiachsiges Zwerchhaus in der östlichen Dachfläche über dem Fletteingang. Zweiflügelige Eingangstür mit Oberlicht und vorgelegten Stufen. Inschrift-Tafel über dem Fletteingang, mit Datierung „Erbauet 14. Juni 1875“.                                        | 31103927 | BW             |
| Dorfstraße 13 52° 57′ 53″ N, 10° 18′ 42″ O  | Stall                    | Freistehender Bohlenständerbau in Oberrähmzimmerung unter reetgedecktem Walmdach, über dem Ostgiebel als Dreiviertelwalm ausgeführt. | 31104017 | BW             |
| Mühlenstraße 2 52° 57′ 49″ N, 10° 18′ 57″ O | Heuerhaus                | Eingeschossiges Fachwerkgebäude mit Backsteinausfachung unter reetgedecktem Halbwalmdach. Zwei mehrzügige, firstmittige Schornsteine nahe der Gebäudemitte, vermutlich ursprünglich Doppelhaus. Häuslingshaus, ehemals zum westlich benachbarten Hof Nr. 2 (heute Dorfstraße 9) gehörend.                                                                              | 31103946 | BW             |

## Dreilingen

### Einzelbaudenkmale
| Lage                                            | Bezeichnung              | Beschreibung | ID       | Bild |
| ----------------------------------------------- | ------------------------ | --- | -------- | ---- |
| Eimker Straße 2 52° 55′ 16″ N, 10° 20′ 32″ O    | Wohn-/Wirtschaftsgebäude | Eingeschossiger Sichtbacksteinbau mit Drempel unter ziegelgedecktem Satteldach. Dreiachsiger, zweigeschossiger Mittelrisalit unter ziegelgedecktem Satteldach mit zentralem Eingang an der südlichen Traufseite. Aufwändige Gliederungen durch pilasterartige Putzquaderungen an den Gebäudeecken, Geschoss- und Ortganggesims sowie Giebelblende in Form eines halben Vierpasses am Mittelrisalit. | 31103872 | BW   |
| Bahnsener Straße 2 52° 55′ 12″ N, 10° 20′ 35″ O | Wohn-/Wirtschaftsgebäude | Freistehender, schräg zur heutigen Bahnsener Straße ausgerichteter Zweiständer-Fachwerkbau mit Backsteinausfachung unter Satteldach mit einseitigem steilen Halbwalm über dem Wohnteil. Innengerüst von 1560 (d), Außenwände inschriftlich datiert auf 1711. Zwischenzeitlich massiv ersetzte Teile der Außenwände in Fachwerk rekonstruiert.                                                       | 31103834 | BW   |

## Ellerndorf
In Ellerdorf sind keine Baudenkmale verzeichnet.

## Wichtenbeck

### Einzelbaudenkmal
| Lage                                        | Bezeichnung | Beschreibung | ID       | Bild |
| ------------------------------------------- | ----------- | --- | -------- | ---- |
| Am Freibad 4 52° 56′ 38″ N, 10° 19′ 12″ O   | Wohnhaus    | Eingeschossiger traufständiger Fachwerkbau mit Backsteinausfachung unter ziegelgedecktem Halbwalmdach. | 31104094 | BW   |
| Hauptstraße 10 52° 56′ 37″ N, 10° 19′ 4″ O  | Speicher    | Anderthalbgeschossiger verbohlter Fachwerkbau unter ziegelgedecktem Satteldach. Westseite zum Teil massiv ersetzt. Ankerbalkenkonstruktion mit geschnitzten Knaggen. Unterkellert. Inschriftliche Datierung „ANNO 1674“ am Türsturz. | 38798845 | BW   |
| Hauptstraße 10 52° 56′ 35″ N, 10° 19′ 7″ O  | Speicher    | Anderthalbgeschossiger ausgebohlter Wandständerbau unter Satteldach in Ziegelpfannendeckung. Westteil massiv ersetzt. Außentreppe entfernt. 1813(i).                                                                                 | 31104130 | BW   |
| Hauptstraße 52° 56′ 31″ N, 10° 19′ 22″ O    | Scheune     | Traufständiger anderthalbgeschossiger verbohlter Fachwerkbau unter ziegelgedecktem Halbwalmdach. Anbau unter Pultdach an der südlichen Traufseite.                                                                                   | 31104113 | BW   |
| Kiehnmoorweg 1 52° 56′ 38″ N, 10° 18′ 51″ O | Speicher    | Anderthalbgeschossiger traufständiger ausgebohlter Wandständerbau unter Satteldach in Reetdeckung. | 31104183 | BW   |